# Chizu
Chizu (japanska: 智頭町?, Chizu-chō) är en landskommun (köping) i Tottori prefektur i Japan. 